# Kurachiwka
Kurachiwka (ukrainisch Курахівка; russisch Кураховка Kurachowka) ist eine Siedlung städtischen Typs im Zentrum der ukrainischen Oblast Donezk mit etwa 2800 Einwohnern (2019).
Kurachiwka liegt im Donezbecken am Ufer der Wowtscha, die Ortschaft erhielt am 15. November 1938 den Status einer Siedlung städtischen Typs.
Am 12. Juni 2020 wurde die Siedlung ein Teil der neugegründeten Stadtgemeinde Kurachowe, bis dahin bildete der Ort zusammen mit der Siedlung städtischen Typs Hostre die gleichnamige Siedlungsratsgemeinde Kurachiwka (Курахівська селищна рада/Kurachiwska selyschtschna rada) die wiederum ein Teil der Stadtgemeinde Selydowe war, unter Oblastverwaltung stand und im Norden des Rajons Marjinka lag.
Am 17. Juli 2020 wurde der Ort selbst ein Teil des Rajons Pokrowsk.
War Kurachiwka Anfang Oktober 2024 noch unter ukrainischer Kontrolle, hatten russische Streitkräfte die Siedlung bis Ende des Monats weitgehend erobert.